# Driek Van Der Sterren

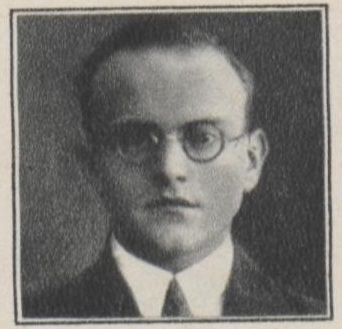
Driek Van Der Sterren

Driek Van Der Sterren (n. 1904 – d. 1974), psihanalist neerlandez, este autorul lucrării „Psihanaliza literaturii / Oedip Rege”. În această carte, autorul îmbină două discipline cu care era familiar: psihanaliza și filologia clasică. Centrul acestui studiu este tragedia lui Oedip de Sofocle. 
Urmând exemplul lui Sigmund Freud, întemeietorul psihanalizei, Driek Van Der Sterren prezintă în mod detaliat două din tendințele care se află în inconștientul oricărei ființe umane: incestul si paricidul. Freud utilizează numele eroului antic pentru a desemna legătura psihică pe care o alcătuiesc cele două tendințe umane, astfel luând naștere în literatura de specialitate Complexul lui Oedip. Incestul este definit ca fiind relația sexuală între doi membri din aceeași familie, care date fiind legăturile lor de rudenie nu s-ar putea căsători. Paricidul este definit ca acțiunea de ucidere a tatălui sau a oricărui alt ascendent din familie.
La începutul acestui studiu, Driek Van Der Sterren prezintă detaliat trilogia lui Sofocle pentru mai buna înțelegere a explicațiilor ulterioare.